# Джон Вермейлен
Джон Вермейлен (13 травня 1941 року, Антверпен — 23 серпня 2009 року) — фламандський письменник і журналіст. Писав також під псевдонімами Tessy Bénigne і John Linden.

## Біографія
Джон Вермейлен народився в бельгійському місті Антверпен 13 травня 1941 року. У 16 років він написав свою першу книгу «De vervloekte Planeet» (укр. «Проклята планета»). Отримав диплом у галузі електроніки, проте після випуску кілька років працював на верфі та на кораблях далекого плавання. Пізніше працював PR-менеджером у компанії «Coca-Cola».
Був редактором низки журналів, присвячених водним видам спорту і паралельно займався літературною діяльністю. Писав трилери, детективи, історичні, науково-фантастичні та документальні романи, п'єси, сценарії для телевізійних і кінофільмів, дитячі книжки. Його твори видавалися у багатьох видавництвах, зокрема, D.A.P.-Reinaert, A. W. Bruna, De Dageraad, Standaard Uitgeverij, Het Spectrum і Kramat. Деякі книжки перекладені іншими мовами, зокрема, іспанською, угорською, французькою, англійською та японською.
Твори Вермейлена неодноразово відзначалися літературними нагородами: у 1988 році це був приз Trofee van de Grote Jury, у 1999 році — Міжнародна премія журналу Ambrozijn за краще коротке оповідання, у 2001 році — премія John Flandersprijs.
Помер в Антверпені 23 серпня 2009 року у віці 68 років. Останні його твори, трилер Kolonels an Diamanten та автобіографічна повість Homo Solus, були надруковані вже після смерті письменника, у 2011 році.

## Твори

### Наукова фантастика
- De vervloekte planeet (1957)
- Onheil op venus (1964)
- De stad zonder naam (1967)
- Blinde planeet (1977)
- Sterrenstad onder zee (1978)
- De binaire joker (1979)
- Contract met een supermens (1980)
- Ring van vuur (під псведонімом John Linden, 1996)
- Ring van Eeuwigheid (2002)
- Satans oog (2005)
- Tweelingparadox (2007)

### Трилери
- 1000 meter van armageddon (1981)
- De oplichters (1982)
- Moordkinderen (1983)
- Scarabee (1983)
- Apeliefde (1984)
- Wraakgodin (1984)
- 77° Kelvin (1985)
- Loca! (1986)
- Solorace (1987)
- Hellepoel (1990)
- Beau crime (1998)
- Gif (1999)
- De gele dood (2001)
- De kat in het aquarium (2003)

### Детективи
- Geconditioneerde reflex, (1972, журнал Pulp № 4)
- Vraag het maar aan de postbode (1982, в антології Zwarte beertjes crime jaarboek)
- Loca (1984, в антології Zwarte beertjes crime jaarboek 2)
- De vrouw van de Baas (2002, у червневому номері журналу Playboy)
- Code 13 (2002, у збірці beste misdaadverhalen van Vlaanderen)
- Canon (2002, у збірці World's Finest Crime and Mystery)
- Dodelijke paringsdans (2002, у збірці кримінальних оповідань від Playboy)

### Історико-біографічні романи
- De Ekster op de Galg (1992) — про Пітера Брейгеля
- De Tuin der Lusten (2001) — про Ієронімуса Босха
- Tussen god en de zee (2004) — про Герарда Меркатора
- De rivier van de tijd (2006) — про Нострадамуса
- Het genie in de rattenval (2009) — про Леонардо да Вінчі

### Документальні твори
- Varensweeën (1983)
- Varensweeën 2 (1983)
- Zeilen (1984)
- Vissen (1984)
- Skiën (1985)
- Tuinieren (1985)
- Tv kijken (1985)
- Wat zien ze toch in die snotneuzen? (1995)
- Koken en versieren (2002)
- De Erostoren (2006)

### П'єси
- Vraag het maar aan de postbode
- Recept voor een moord
- We komen op tv!
- Pluche beertjes
- De favoriete schoonzoon
- De b.o.m.
- Schoktherapie
- Valium
- Een vrouw met behoeften
- Van werken word je moe
- Baron vol lunchpauze
- Symfonie voor blokfluit en warme bakker
- Familiezaakjes

### Дитячі книжки (у серії Vlaamse Filmpjes)
- Stad in het oerwoud (1975)
- Watersleper (1979)
- Tijdsprong in de Toengoeska (1979)
- De Kracht diep in mij (1981)
- Loca (1982)
- Dodelijke glimzwammen (2000)
- De verdwijning van Atlantis (2001)
- Het internetmonstertje (2001)
- Cyber Voodoo (2001)
- De groene nachtmerrie (2003)
- Asja (2004)

### Науково-фантастичні твори для молоді
- Het IJzeren kasteel (1985)
- De IJszeilers (1985)
- De schaduw van Rimmenon (1987)

### Оповідання
- De absolute rem (у збірці фантастики Ganymedes № 7)
- Bedorven vlees (у збірці фантастики Ganymedes № 3)
- Buren (у збірці Uitspattingen en andere vrolijke verhalen)
- Burgermannetje (у збірці фантастики Ganymedes № 4)
- Dodelijk trio (у журналі Playboy за січень 1988)
- Door een ongewapende bekende hand (у збірці фантастики Ganymedes № 6)
- De drankautomaat (у різдвяному номері журналу Rigel magazine)
- Geconditioneerde reflex (1972, у журналі Pulp № 4)
- De groene waanzin (1988, у журналі Penthouse № 7)
- De hijger (1986, в антології Crime jaarboek)
- De kat die terug kwam (1987, у журналі SF Terra № 83)
- Loca (1984, в антології Zwarte beertjes crime jaarboek 2)
- Scenario voor een moord (1984, у журналі Playboy № 8)
- De voodoomachine (1980)
- Voor herhaling vatbaar (1978, в журналі Orbit № 5)
- Vraag het maar aan de postbode (1982, в антології Zwarte beertjes crime jaarboek)
- De vrouw van de baas (2002, у червневому номері журналу Playboy)

### Твори, написані під псевдонімом Tessy Bénigne
- Met zachte hand (1985)
- Een tedere streling